# James Conlin
James Conlin (Consett, 6 luglio 1881 – Fiandre, 23 giugno 1917) è stato un calciatore inglese, di ruolo attaccante.

## Carriera

### Club
Tra il 1904 ed il 1906 ha collezionato 61 presenze e 5 goal con il Bradford City.

### Nazionale
Il 7 aprile 1906 ha rappresentato la nazionale inglese in una partita contro la Scozia.

### Guerra
Muore nelle Fiandre durante la prima guerra mondiale, il 23 giugno 1917.